# Escaryus dentatus
Escaryus dentatus är en mångfotingart som beskrevs av Titova 1972. Escaryus dentatus ingår i släktet Escaryus och familjen småjordkrypare. Inga underarter finns listade i Catalogue of Life.